# Acacia rhodoxylon
Acacia rhodoxylon é uma espécie de leguminosa do gênero Acacia, pertencente à família Fabaceae.